# Bremen (Hohentengen)
Bremen ist ein Ortsteil der Gemeinde Hohentengen mit 292 Einwohnern (Stand: Dezember 2023) im Landkreis Sigmaringen in Baden-Württemberg.

## Geographie

### Geographische Lage
Der Ort Bremen befindet sich rund einen Kilometer westlich von Hohentengen. Er liegt an der linken Talhangseite westlich der Ostrach. Die Gemarkungsfläche umfasst rund 260 Hektar.

### Geologie
Bei Bremen fanden sich versteinerte Haifischzähne und Meerkonchilien.

### Wohnplätze
Zu Bremen gehört der Wohnplatz Sägmühle.

## Geschichte
1272 wurde Bremen erstmals erwähnt. Der Ortsname Bremen leitet sich vom alten Wort „Brame“ (Brombeere) ab. 1282 war Bremen, verbunden mit der Burg Friedberg, Besitzung der Grafen von Nellenburg-Veringen. Aus dem Jahr 1357 ist ein Zehntrecht belegt. In einer Urkunde, die auf den 25. August 1553 datiert, wird der Flecken als Prema genannt. Bremen war lange Zeit verwaltungstechnisch geteilt: Ein Teil gehörte zur Grafschaft Friedberg im Amt Hohentengen, der andere zur Herrschaft Scheer. Beide waren Besitzungen der Fürsten von Thurn und Taxis. Die Ostrach bildete die Grenze der Grafschaft Friedberg. Da fast alle Häuser auf dem linken Ufer der Ostrach in Sigmaringischem Forst standen, sprach auch Sigmaringen die Hoheit und peinliche Gerichtsbarkeit. Im Jahr 1799, während der Schlacht bei Ostrach, wurde Bremen zweimal geplündert und das Wirtshaus von Kugeln durchlöchert. Es entspann sich nun ein wechselvoller Kampf um Hohentengen, welches mehrmals genommen und wieder verloren wurde, bis die kaiserlich-österreichischen Truppen durch die Wegnahme der Dörfer Bremen und Enzkofen die Franzosen endgültig zum Rückzug nötigten. 1806 verlor das Fürstenhaus auf Grund der Rheinbundakte seine hoheitliche Rechte in seinen Gebieten an das Königreich Württemberg. Die Teile kamen zum Oberamt Scheer und Oberamt Saulgau. Das Oberamt Saulgau wurde 1934 zum Landkreis Saulgau. Im Zuge der Gemeindegebietsreform in Baden-Württemberg wurde Bremen am 1. Januar 1975 nach Hohentengen eingemeindet.

## Kultur und Sehenswürdigkeiten

### Bauwerke
- Das Dorfgemeinschaftshaus (früheres Rathaus) war in früherer Zeit, als sich im Dorf noch keine Kapelle befand, auch Kapelle. Dafür wurde ein Glockentürmchen auf das Rathausdach gesetzt. Im selben Gebäude wurde ab 1888 auch die Freiwillige Feuerwehr untergebracht. Seit 1993 werden die nicht mehr benötigten Amtsräume im Obergeschoss von örtlichen Vereinen als Versammlungsräume genutzt. Es wurde in den Jahren 2007/2008 renoviert und angebaut.
- Die Kapelle Maria Königin in der Dorfmitte wurde erst 1957 gebaut. Damit ist diese Kapelle die jüngste Dorfkapelle in der Göge. Die Kapelle wurde 2007 saniert.
- An der Ostrach steht die Getreidemühle Härle, die aus dem Jahr 1823 stammt und von 1920 bis 1985 als Genossenschaftsmühle betrieben wurde.
- In Bremen befand sich am Weg nach Hohentengen ein nach 1938 verschwundenes Steinkreuz.[9][10]